# オストヤ・スチェパノヴィッチ
オストヤ・スチェパノヴィッチ（マケドニア語: Остоја Стјепановиќ、1985年1月17日 - ）は、マケドニア共和国の元サッカー選手。元マケドニア共和国代表。現役時代のポジションはMF。

## クラブ歴
FKマケドニヤ・ジョルチェ・ペトロフで選手デビュー。その後セルビア・スーペルリーガの強豪であるパルチザン・ベオグラードに移籍するもレンタル移籍を繰り返しパルチザンでの出場はなかった。2008年初めに同リーグ所属のFKチュカリチュキに移籍、翌年にオーストリア・ブンデスリーガのSVマッテルスブルクに移籍した。2010年夏に無所属となったが、2011年1月にFCタラズに加入した。同年夏にFKバルダールにレンタル移籍時代以来の復帰をすると、2013年にエクストラクラサのヴィスワ・クラクフに加入した。2015年6月に同クラブを退団、セルビア・スーペルリーガのOFKベオグラードに加入した。その後、キプロスのAELリマソール、再びポーランドのシロンスク・ヴロツワフを経て、2017年にFKラボトニツキに加入し三度の母国帰還となった。

## 代表歴
年代別代表ではU-17、U-19、U-21と各年代でのプレー経験がある。
2012年9月にA代表初招集を受けるも起用されず、同年11月に行われたスロベニア代表との親善試合で初起用された。